# کاپا پگاسوس
کاپا پگاسوس یک ستاره است که در صورت فلکی اسب بالدار قرار دارد.